# Flet poprzeczny

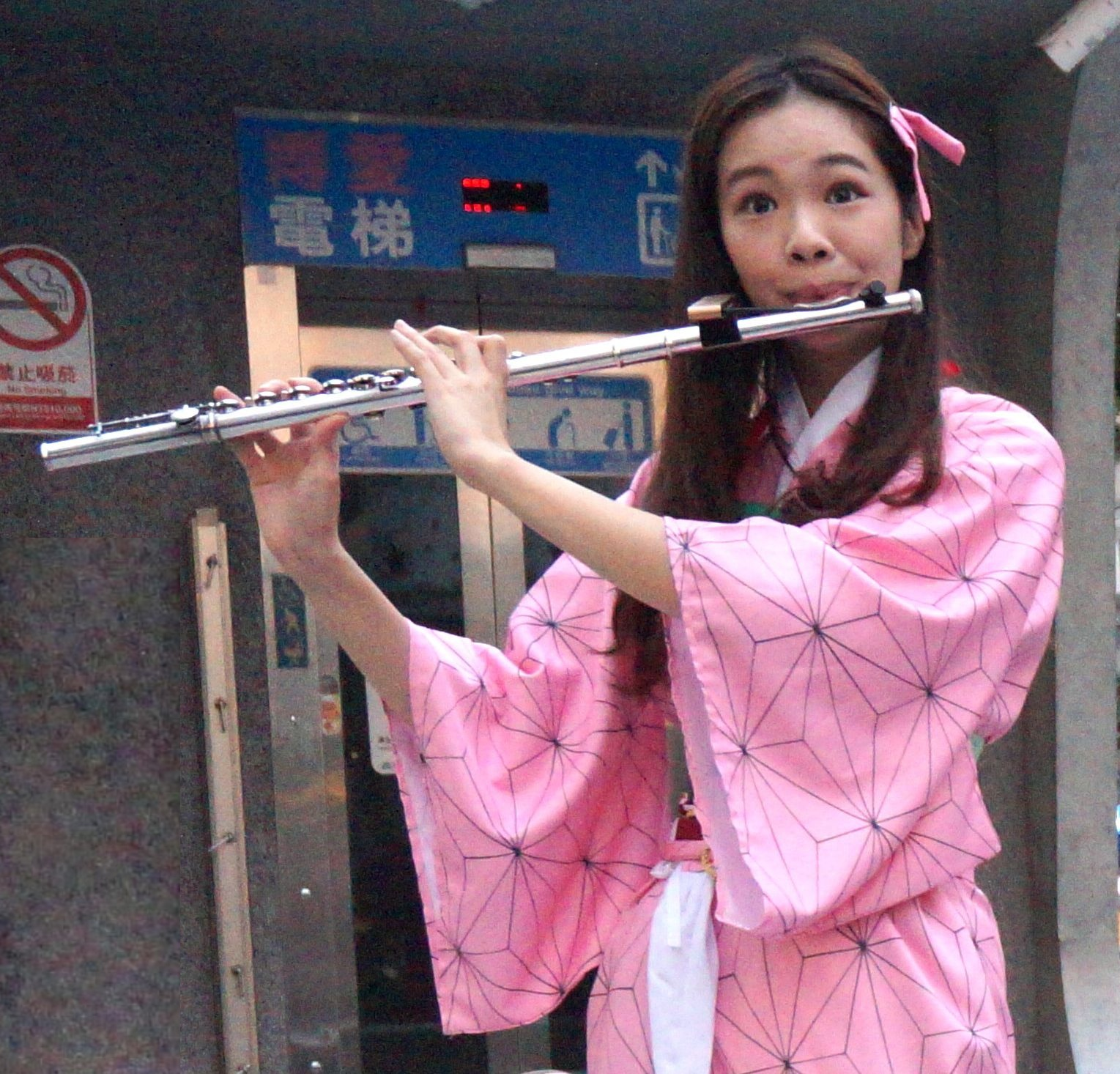
Flecistka

Flet poprzeczny (wielki) (wł. flauto, flauto traverso, skrót: fl.) – instrument dęty drewniany, aerofon wargowy. 
Współczesny flet poprzeczny używany w muzyce zachodniej wykonany jest z metalu lub (rzadziej) z drewna. Skala: od c¹ lub h małego (zależy to od konstrukcji stopki fletu) do d4 (możliwe jest zagranie dźwięków do f4, jednak ze względu na trudność wydobycia i nieatrakcyjną barwę dźwięki te nie występują w literaturze fletowej). Dźwięki zapisuje się w kluczu wiolinowym. Flet w wersji podstawowej jest instrumentem nietransponującym. W orkiestrze w grupie instrumentów dętych drewnianych jest instrumentem o najwyższej skali. Ze względu na szerokie możliwości techniczne i wyrazowe znajduje wszechstronne zastosowanie w muzyce solowej, kameralnej, symfonicznej, rozrywkowej, jazzowej.

## Odmiany współczesnego fletu poprzecznego
Najważniejszymi odmianami współczesnego fletu poprzecznego są:
- flet piccolo (wł. flauto piccolo, ottavino, skrót: fl. picc.; picc.) – o połowę krótszy, o stroju o oktawę wyższym (od c2 lub d2 do c5 - najniższy dźwięk zależy od stopki);
- flet altowy (wł. flauto contralto, skrót: fl. c'alto) – o skali od f do f3.

Istnieją też inne rzadko używane odmiany fletu, stworzone w XX w.:
- flet dyszkantowy (ang. treble flute) in G (najniższy dźwięk: g1);
- flet sopranowy (ang. soprano flute) in Es (najniższy dźwięk: es1);
- flûte d'amour (zwany też fletem tenorowym; ang.  tenor flute) in B lub A (najniższy dźwięk: b lub a);
- flet basowy in C (najniższy dźwięk: c);
- flet kontraltowy (ang. contra-alto flute) in G (najniższy dźwięk: G);
- flet kontrabasowy (ang. contrabass flute lub octobass flute) in C (najniższy dźwięk: C);
- flet subkontrabasowy  lub subkontraltowy (ang. subcontrabass flute lub double contra-alto flute) in G (najniższy dźwięk: G1);
- flet sub-subkontrabasowy lub oktokontrabasowy (ang. double contrabass flute, także octocontrabass flute lub subcontrabass flute in C (najniższy dźwięk: C2);
- hyperbass flute in C (najniższy dźwięk: C3).

Współczesna holenderska flecistka Eva Kingma stworzyła i opatentowała system, umożliwiający uzyskiwanie na flecie ćwierćtonów.

## Historyczne flety poprzeczne
Konstrukcja fletu poprzecznego przez stulecia ulegała wielu przemianom. Różnią się one konstrukcją i materiałem:
- flety renesansowe – o wierceniu cylindrycznym, bez klap, używane do końca XVII w.;
- flety barokowe – o wierceniu konicznym, z jedną klapą (dla dźwięku dis1/es1) lub dwiema klapami (oddzielnie dla dźwięków dis1 i es1 - konstruowane przez Johanna Joachima Quantza), używane do drugiej połowy XVIII w;
- flety klasyczne i romantyczne o rosnącej ilości klap (do 8) dla poszczególnych dźwięków chromatycznych.

Rewolucjonistą w tej kwestii był Theobald Böhm (1794-1881), który w latach 1831-1847 opracował podobną do współczesnej mechanikę i konstrukcję fletu. Jako pierwszy zastosował klapy umieszczone nad wszystkimi otworami, które powiększył tak dalece, że palce flecisty bez ich użycia już nie mogły ich przykryć (dawniej klapy były zamknięte, a flecista otwierał je, by zagrać dany dźwięk). Ponownie nadał kształt cylindryczny korpusowi fletu (przy czym główka fletu uzyskała wiercenie paraboliczne), a w 1847 skonstruował pierwszy flet ze srebra, choć później budował również flety drewniane. 
Do XX wieku produkowano niemal wyłącznie flety drewniane. 
Do wykonywania muzyki dawnej używa się dziś kopii instrumentów historycznych, w całości wykonanych z drewna (wyjątkowo z kości zwierzęcej czy kości słoniowej).

## Konstrukcja fletów współczesnych

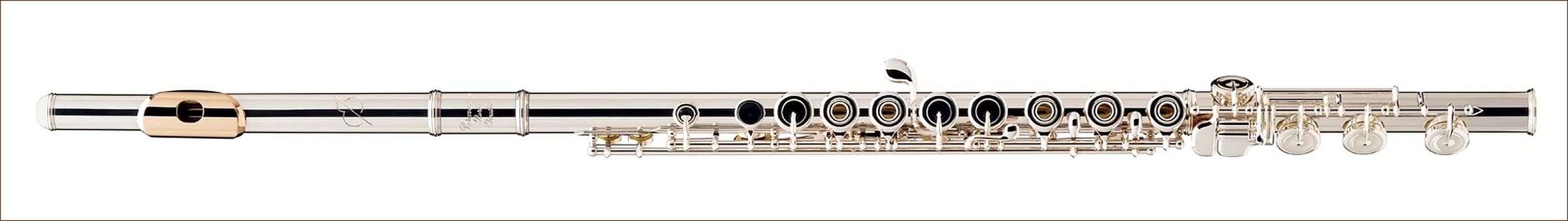
Srebrny flet

Współczesne flety wykonuje się głównie z metali – niklu, srebra, złota, a nawet z platyny. Poszczególne metale nadają instrumentom szczególną specyfikę brzmieniową. Spośród wielu modeli wyróżnia się zasadniczo: 
1. flety wykonane w całości z jednego rodzaju metalu;
2. flety pokryte częściowo (tylko główka) lub w całości od zewnątrz i wewnątrz warstwą innego metalu (np. srebrne pozłacane);
3. flety z główką z metalu innego niż korpus i stopka (np. srebrny ze złotą główką).

Istnieją także współczesne flety z drewna. Czasem do fletu metalowego dodaje się tylko drewnianą główkę, aby nadać mu miękkie, ciepłe i cichsze brzmienie. Inne tworzywa, z których produkuje się flety (głównie do celów eksperymentalnych lub ozdobnych) to szkło i kości zwierzęce. 
Podstawą budowy współczesnych fletów poprzecznych jest System Boehma (z nieznacznymi ulepszeniami). Składają się one z trzech części: 
- główka – wsuwana do korpusu. Znajduje się na niej płytka ustnikowa (miejsce, do którego przykłada się usta) z otworem zadęciowym. Dźwięk powstaje poprzez dmuchanie na krawędź otworu zadęciowego. Płytka ustnikowa jest połączona z resztą główki tzw. kominkiem. Na końcu główki znajduje się korek, którego przesuwanie zmienia intonację fletu. Zaleca się nieprzestawianie fabrycznego ustawienia korka. Dostrajanie fletu podczas zwykłego użytkowania następuje poprzez mocniejsze wsunięcie lub wysunięcie główki z korpusu. Główka jest częścią fletu mającą największy wpływ na jego brzmienie. Do produkcji główek wykorzystuje się różnorodne materiały, aby nadać fletowi zróżnicowane odcienie brzmieniowe. W przypadku fletów metalowych najczęściej dąży się do tego, żeby główka wykonana była z jak najszlachetniejszego metalu, chociaż preferencje flecistów w tej kwestii są różne. Zdecydowanie korzystniejsze jest brzmienie główki srebrnej w porównaniu z niklową – flet z główką srebrną nabiera siły i klarowności brzmienia, większe są także możliwości dynamiczne. Złoto nadaje fletowi barwę bardziej delikatną, miękką. Grubość ścianek główki także ma wpływ na brzmienie – im grubsze ścianki tym silniejszy dźwięk, ale także nieco trudniejsze zadęcie.
- korpus – na tej części zamieszczone są otwory klapowe i mechanizm z 13 klapami zamykającymi i otwierającymi otwory. Klapy mogą być otwarte (z otworami palcowymi w środku) lub zamknięte (pełne);
- stopka – część pozwalająca wydobyć najniższe dźwięki. Wyróżnia się dwa rodzaje stopek: stopkę c (do c¹) i h (dłuższa, posiadająca dodatkową klapkę dla h małego).

## Nazewnictwo elementów konstrukcyjnych współczesnego fletu poprzecznego
- korona (ang. crown) – nakrętka na końcu główki fletu, zakrywająca korek i pomagająca utrzymać go w odpowiedniej pozycji;
- płytka ustnikowa (ang. lip plate) – element główki fletu, do którego flecista przykłada usta;
- kominek (ang. riser) – łączy płytkę ustnikową z resztą główki fletu;
- klapy zamknięte (ang. closed-hole) – klapy fletu w pełni zakryte;
- klapy otwarte (ang. open-hole) – klapy fletu z otworami na środku, pozwalającymi na wykonywanie np. glissanda i chwytów alternatywnych, a także wymuszające prawidłową pozycję rąk;
- pointed arms – połączenie klap z resztą mechaniki za pomocą „ramion” wyciągniętych na środek klapy, stosowane w droższych modelach fletów;
- g w linii (ang. inline G) – standardowa pozycja klapy G – w linii z pozostałymi klapami;
- wysunięte g (ang. offset G) – klapa G jest wysunięta, przymocowana do instrumentu z pomocą odrębnej osi, co umożliwia wygodniejsze trzymanie instrumentu, zwłaszcza w przypadku małych dłoni;
- e-mechanika (ang. split E mechanism) – mechanika ułatwiająca wydobycie czystego, stabilnego E3, obecnie standard w większości fletów;
- "gizmo" – dodatkowa, opcjonalna klapka na stopce h, zamykająca samą klapę h (bez c i cis), przez co nie może być wykorzystywana do grania dźwięku h. Używa się jej do obniżania i łatwiejszego wydobycia dźwięku C4.

## Możliwości techniczne i brzmieniowe
Dźwięk fletu powstaje poprzez rozszczepienie strumienia powietrza, wydmuchiwanego przez flecistę, na krawędzi płytki ustnikowej, co wywołuje drgania słupa powietrze wewnątrz instrumentu. Zadęcie na flecie wymaga mniejszego ciśnienia niż na innych instrumentach dętych, ale pochłania znaczniej więcej powietrza, zwłaszcza w wysokim i niskim rejestrze.
Możliwości techniczne fletu są niemal nieograniczone. Między innymi można zyskać legato, staccato, staccato podwójne i potrójne, tremolo, frullato, wszelkiego rodzaju ozdobniki, flażolety, skoki interwałowe o dużej rozpiętości. Możliwe jest także glissando o niewielkiej rozpiętości. Rejestr niski (c1-g1) charakteryzuje brzmienie ciemne, syczące. Możliwości dynamiczne są zależne od umiejętności flecisty. Rejestr środkowy (a1-d3) posiada brzmienie łagodne i miękkie, w miarę postępu dźwięków w górę coraz jaśniejsze, bardziej przenikliwe. Rejestr wysoki (e3-b3) posiada brzmienie jasne, krystaliczne, dość ostre i przenikliwe. Piano jest trudne do uzyskania. Rejestr krańcowo wysoki (h3-d4) charakteryzuje brzmienie bardzo ostre, jaskrawe. Szybkie przebiegi w rejestrze z pogranicza oktawy trzykreślnej i czterokreślnej są trudne do wykonania, zwłaszcza w legato, aczkolwiek możliwe i bardzo często wykonywane.